# Lucio Sanseverino
Lucio Sanseverino (* 1565 in Neapel; † 25. Dezember 1623 in Salerno) war ein italienischer Kardinal und Erzbischof von Salerno.

## Leben

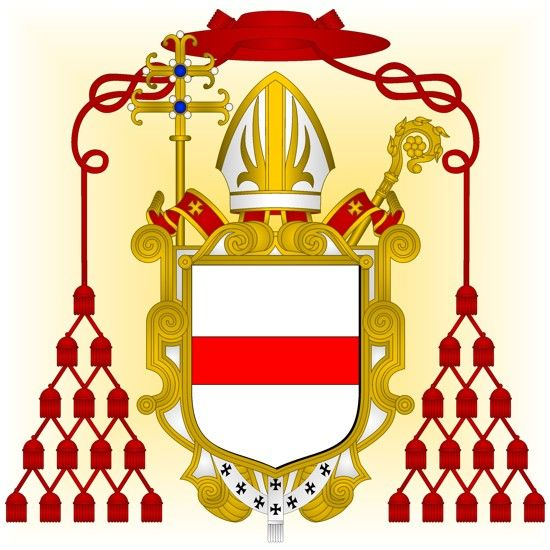
Sanserverinos Wappen als Kardinal-Erzbischof von Salerno

Er entstammte der Linie der Fürsten von Bisignano der süditalienischen Adelsfamilie Sanseverino und war das zweite von sieben Kindern des Grafen von Saponara, Giovanni Giacomo Sanseverino, und dessen Ehefrau Cornelia Pignatelli. Unter dem Pontifikat von Gregor XIII. war Lucio Sanseverino Referendar an den Gerichtshöfen der Apostolischen Signatur.
Am 2. Dezember 1592 wurde er auf Vorschlag des Königs Philipp III., dem das regio padronato über das Bistum zustand, zum Erzbischof von Rossano ernannt, obwohl er das kanonische Alter noch nicht erreicht hatte. Die Bischofsweihe spendete ihm am 2. Dezember 1592 in der römischen Kirche Santa Maria in Vallicella Kardinal Alessandro de’ Medici, der Erzbischof von Florenz. Zugleich mit ihm empfing auch der Erzbischof von Avignon und spätere Kardinal Francesco Maria Tarugi die Bischofsweihe. Das Pallium erhielt Lucio Sanseverino am 11. Januar 1593. Am 19. November 1612 wurde er zum Erzbischof von Salerno bestellt. Vom 1. Juni 1619 bis Mai 1621 war er Nuntius in Flandern.
Im Konsistorium vom 21. Juli 1621 kreierte Papst Gregor XV. ihn zum Kardinal und ernannte ihn darauf zum Kardinalpriester. Den roten Hut und Santo Stefano al Monte Celio als Titelkirche empfing Lucio Sanseverino am 30. August 1621. Er nahm am Konklave 1623 teil, das Urban VIII. zum Papst wählte. Am 27. September 1623 optierte er zur Titelkirche Sant’Eusebio.
Lucio Sanseverino starb am Weihnachtstag 1623 in seiner Bischofsresidenz und wurde in der Kathedrale von Salerno beigesetzt.